# Gmina Oksa
Die Gmina Oksa ist eine Landgemeinde im Powiat Jędrzejowski der Woiwodschaft Heiligkreuz in Polen. Ihr Sitz ist das gleichnamige Dorf.

## Gliederung
Zur Landgemeinde (gmina wiejska) Oksa gehören folgende 16 Dörfer mit einem Schulzenamt:
Błogoszów
Lipno
Nowe Kanice
Oksa
Pawęzów
Popowice
Rembiechowa
Rzeszówek
Stare Kanice
Tyniec
Tyniec-Kolonia
Węgleszyn
Węgleszyn-Dębina
Węgleszyn-Ogrody
Zakrzów
Zalesie
Weitere Ortschaften der Gemeinde sind Dzierążnia, Gawrony und Podlesie.